# Deranged
Deranged är ett svenskt death metalband som bildades 1991 i Hjärup och lades ner 2008, för att 2009 återförenas igen. Dock utan en av grundarna Johan Axelsson. Thomas Ahlgren som spelade basgitarr i bandet innan det splittrades, tog i den nuvarande sättningen över gitarren. Ny basist i bandet blev Andreas Johansson som även spelar i det tekniska Death Metal bandet Havok från Lund.

## Medlemmar
Nuvarande medlemmar
- Rikard Wermén – trummor (1991–2007, 2009– )
- Thomas Ahlgren – basgitarr (2007–2008), gitarr (2009– ), sång (2011)
- Andreas Johansson – basgitarr (2009– )
- Johan Bergström – sång (2017– )

Tidigare medlemmar
- Jean-Paul Asenov – basgitarr (1991–1994)
- Johan Axelsson – gitarr (1991–2008)
- Mikael Westerdahl – gitarr (1991–1993)
- Per Gyllenbäck – sång (1991–1996)
- Mikael Bergman – basgitarr (1994-1995)
- Andreas Deblèn – sång (1996)
- Fredrick Sandberg – sång (1996–1999)
- Dan Bengtsson – basgitarr (1997)
- Johan Anderberg – basgitarr, sång (1999–2002)
- Calle Fäldt – basgitarr, sång (2002–2007)
- Martin Schönherr – sång (2007–2008, 2009–2011)
- Anders Johansson – sång (2011–2016)

Turnerande medlemmar
- Jörgen Bylander – basgitarr (2000–2002)
- Roger "Rogga" Johansson – sång (2001–2002)

## Diskografi
Demo
- ...the Confessions of a Necrophile (1992)

Studioalbum
- Rated X (1995)
- High on Blood (1998)
- III (2000)
- Deranged (2001)
- Plainfield Cemetery (2002)
- Obscenities In B-Flat (2006)
- The Redlight Murder Case (2008)
- Cut Carve Rip Serve (2011)
- Struck by a Murderous Siege (2016)

EP
- ...the Confessions Continues (1993)
- Architects of Perversions (1994)
- Sculpture of the Dead (1996)
- Morgue Orgy (2013)

Singlar
- "Upon the Medical Slab" (1994)

Samlingsalbum
- Deranged (1999)
- Postmortem Rituals (2016)

Annat
- Abscess / Deranged (2001) (delad 10" vinyl)